# 雑賀崎城
雑賀崎城（さいかざきじょう）は、和歌山県和歌山市雑賀崎にあったとされる日本の城。

## 概要
鈴木孫市が築いたとされ、その石垣の一部が残る。天正8年（1580年）に石山本願寺を追われた教如を守るため、鈴木孫市が石垣を築いたとの言い伝えがある。雑賀崎には和歌山県の天然記念物に指定されている断崖絶壁「鷹の巣」があり、教如は鷹の巣内の洞窟（「上人窟」や「上人の窟」と呼ばれる）に10日ほど身を潜め、織田信長の追跡から逃れたとされている。
この付近には、教如を守るため土塀が築かれたと伝わる場所もあり、「ドンベ」と呼ばれている。また、石垣のある場所は「城の内」と呼ばれている。しかし、織田信長から身を隠す教如のために石垣や土塀を築くような目立つことをするとは考えにくいとし、石垣や土塀は幕末に鷹の巣の山上に遠見番所が設けられた際に築かれたとする見方がある。